# Шепсескаф
Шепсескаф (Асіхіс, Себерхерес) — єгипетський фараон з IV династії Стародавнього царства.

## Життєпис
Імовірно, був сином Мікерина від наложниці (чи другорядної дружини). Був одружений зі своєю зведеною сестрою — дочкою Мікерина від головної цариці Хенткау, що і сприяло його сходженню на престол. Шепсескаф спадкував батькові після смути, що сталась, імовірно, через ранню смерть фараона. Свідченням тих подій стали термінові роботи з завершення заупокійного комплексу його батька та незавершений стан деяких царських статуй, а також фрагменти виявленої в заупокійному храмі Мікерина стели. Зведена на другому році правління Шепсескафа у присутності самого царя, та стела згадує ритуальні церемонії, що проводились в заупокійному комплексі його батька.

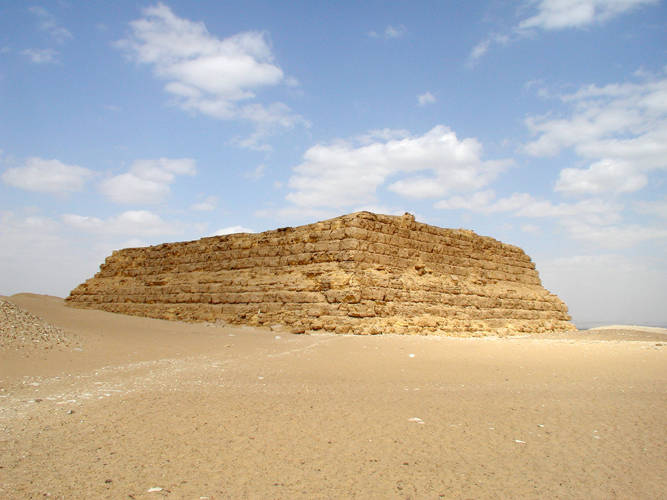
Мастаба Шепсескафа у Саккарі

Незважаючи на те, що всі попередні представники його династії були поховані у пірамідах, Шепсескаф змінив традицію та збудував для себе величезну мастабу у Саккарі (про неї повідомляв навіть Геродот). Арабська назва заупокійного пам'ятника у південній Саккарі відома як «Мастабат ель-Фараун» («мастаба фараона»), але єгипетська назва звучала як Кебеху Шепсескаф («Шепсескаф чистий»).
Пам'ятник Шепсескафа у його завершеному стані мав вигляд гігантського саркофагу звдовжки 100 м, завширшки 75 м, заввишки 18 м. В ньому зазвичай вбачали наперед продумане зречення традиційної форми піраміди та, відповідно, розрив із сонячною теологією, що, підтвердило відсутність елемента «Ра» у картуші Шепсескафа. Деякі дослідники вважають, що такий відхід від бога Ра був результатом боротьби з посиленням геліопольських жерців.